# Sataspes
Sataspes é um gênero de mariposa pertencente à família Bombycidae.

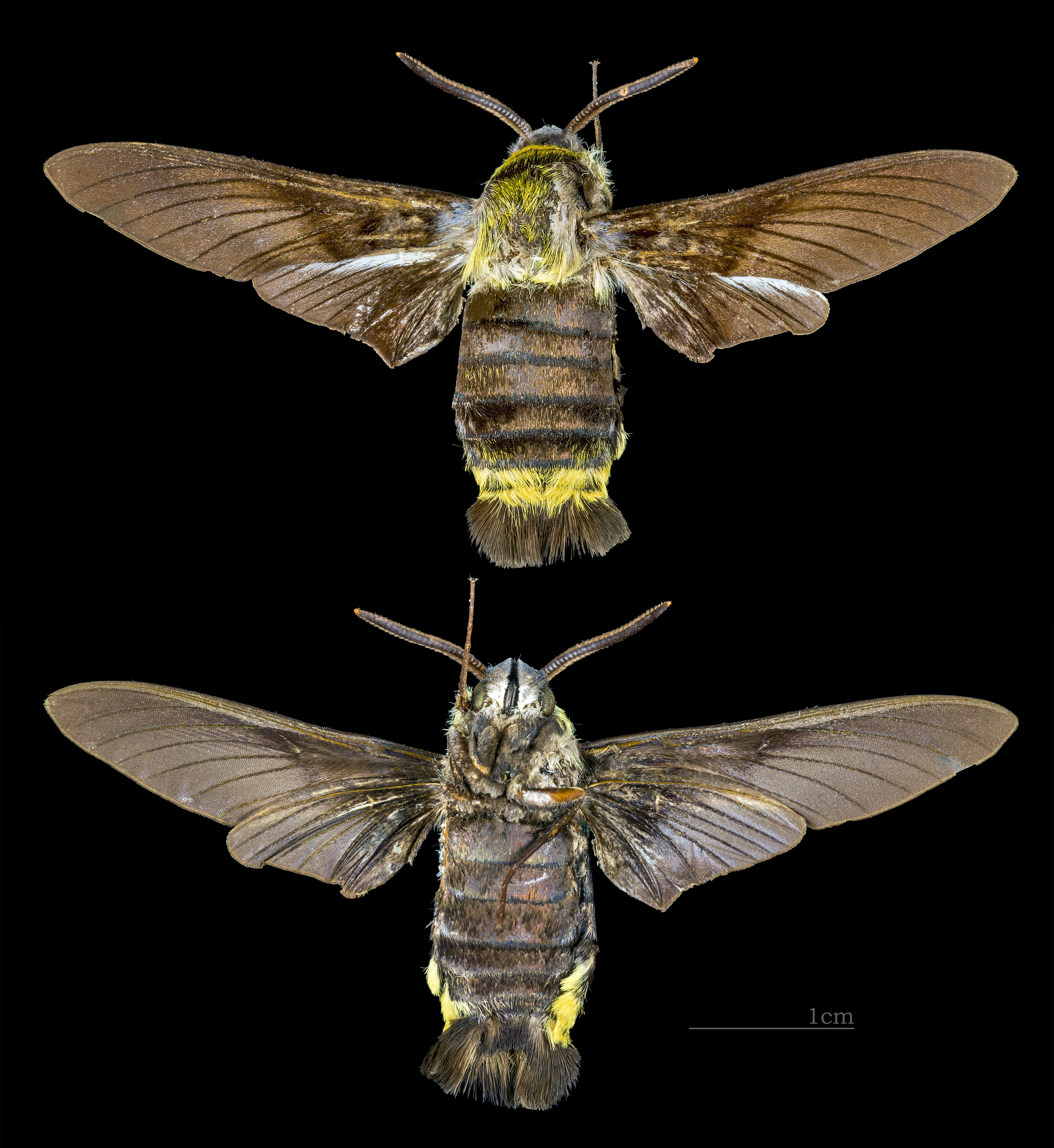
Sataspes infernalis
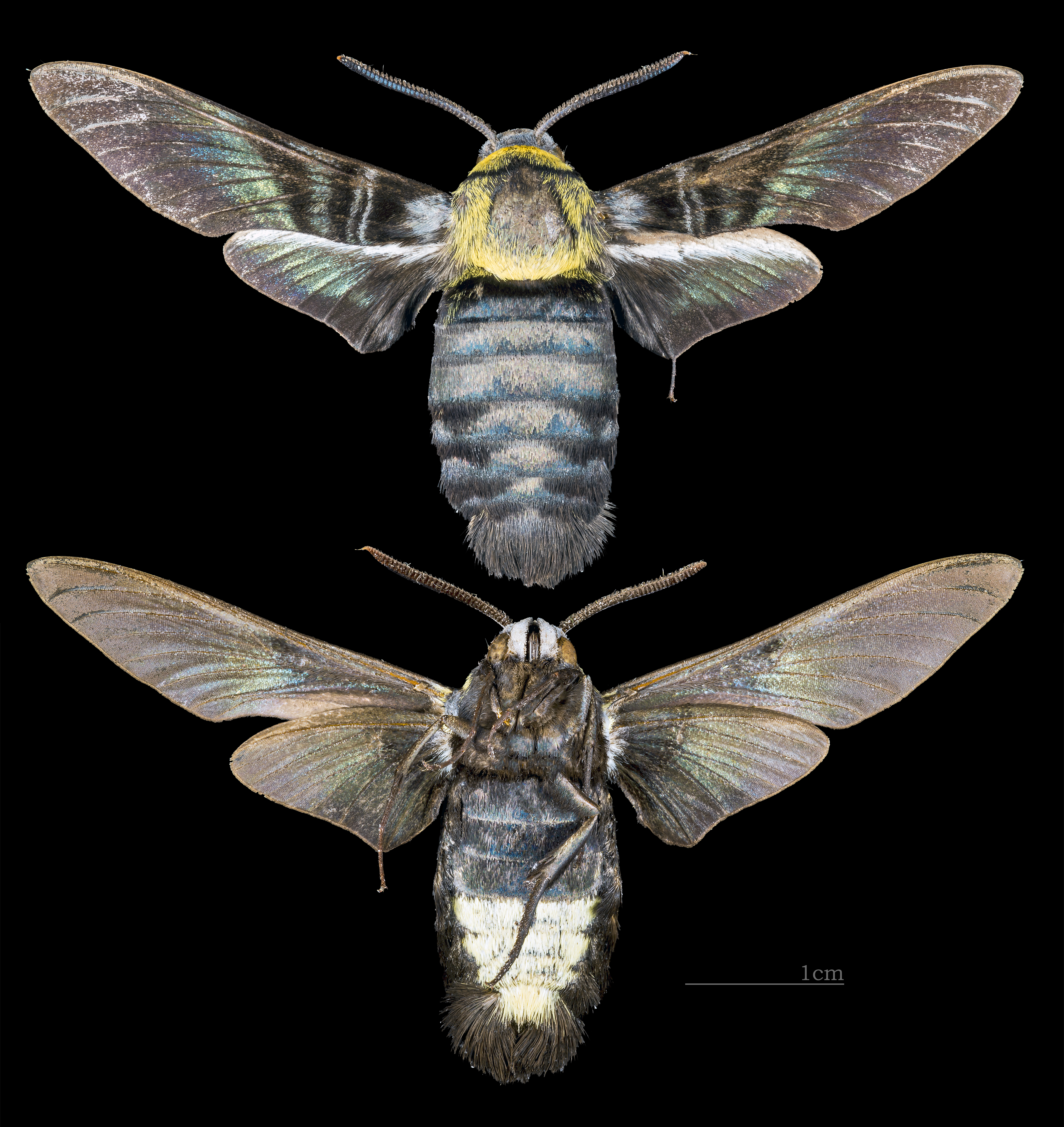
Sataspes tagalica